# Baltar
Cet article concerne la commune d'Espagne. Pour les autres significations, voir Baltar (homonymie).
Baltar est une commune espagnole de la province d'Orense en Galice (Espagne) appartenant à la comarque A Limia. Baltar est une commune frontière entre l'Espagne et le Portugal. Une partie du territoire de la commune, le lieu-dit As Maus, de la paroisse de Tosende, et une partie du territoire de la commune voisine Calvos de Randín ont constitué durant plus de cinq siècles jusqu'au traité de Lisbonne en 1864, le Couto Mixto (en portugais Couto Misto). Le Couto Mixto était un petit territoire autonome des royaumes d'Espagne et du Portugal.

## Paroisses
La commune est composée de sept paroisses : Abades (San Paio), Baltar (San Bartolomeu), Garabelos do Bouzo (Santiago), Niñodaguia (San Lourenzo), Texós (Santa María), Tosende (San Lourenzo) et Vilamaior da Boullosa (Santa María).